# Langdon, North Dakota
Langdon är administrativ huvudort i Cavalier County i North Dakota. Orten har fått sitt namn efter järnvägsfunktionären Robert B. Langdon. Enligt 2020 års folkräkning hade Langdon 1 909 invånare.